# Jean Thierry Lazare
Jean Thierry Lazare Amani (sinh 7 tháng 3 năm 1998) là một cầu thủ bóng đá Bờ Biển Ngà thi đấu cho KAS Eupen ở Belgian First Division A ở vị trí tiền vệ trung tâm.

## Thống kê sự nghiệp
Tính đến 4 tháng 2 năm 2018
| Câu lạc bộ          | Mùa giải            | Giải vô địch             | Giải vô địch | Giải vô địch | Cúp  | Cúp | Khác | Khác | Tổng | Tổng |
| Câu lạc bộ          | Mùa giải            | Hạng đấu                 | Trận         | Bàn          | Trận | Bàn | Trận | Bàn  | Trận | Bàn  |
| ------------------- | ------------------- | ------------------------ | ------------ | ------------ | ---- | --- | ---- | ---- | ---- | ---- |
| AS Eupen            | 2016–17             | Belgian First Division A | 22           | 2            | 4    | 0   | 4    | 0    | 30   | 2    |
| AS Eupen            | 2017–18             | Belgian First Division A | 22           | 0            | 2    | 0   | 0    | 0    | 24   | 0    |
| Tổng cộng sự nghiệp | Tổng cộng sự nghiệp | Tổng cộng sự nghiệp      | 44           | 2            | 6    | 0   | 4    | 0    | 54   | 2    |

1. ↑  Appearances in Europa League play-offs

## Sự nghiệp quốc tế
Lazare đại diện the Đội tuyển bóng đá U-20 quốc gia Bờ Biển Ngà tại Giải đấu Toulon 2017.